# Haplopoma graniferum
Haplopoma graniferum is een mosdiertjessoort uit de familie van de Haplopomidae. De wetenschappelijke naam van de soort is, als Lepralia granifera, voor het eerst geldig gepubliceerd in 1847 door Johnston.